# Association Sportive Olympique de Chlef
L'Association Sportive Olympique de Chlef (in arabo جمعية أولمبي الشلف‎?), nota come ASO Chlef , è una società calcistica algerina di Chlef. Milita in Ligue 1, la massima divisione del campionato algerino di calcio.

## Storia
Nella stagione 2010-2011 vince per la prima volta il campionato algerino. Nel 2005 aveva già vinto una coppa nazionale e ha quindi in tutto 2 trofei ufficiali.

## Palmarès

### Competizioni nazionali
- Campionato algerino: 1

2010-2011
- Coppa d’Algeria: 2

2004-2005, 2022-2023
- Ligue 2 (Algeria): 4

1975-1976, 1982-1983, 1993-1994, 2001-2002

### Altri piazzamenti
- Campionato algerino:

Secondo posto: 2007-2008
Terzo posto: 2005-2006, 2013-2014

## Statistiche

### Partecipazioni alle competizioni CAF
- CAF Champions League: 2 presenza

2009 – Primo turno
2012 – Fase a gruppi
- CAF Confederation Cup: 4 presenze

2006 - Primo turno
2007 - Secondo turno
2015 - Secondo turno
2023 - Primo turno

## Organico

### Rose delle stagioni passate
- stagione 2008-2009